# Амбриеф
Амбрие́ф (фр. Ambrief) — коммуна во Франции, находится в регионе Пикардия. Департамент коммуны — Эна. Входит в состав кантона Виллер-Котре. Округ коммуны — Суасон.
Код INSEE коммуны — 02012.

## Население
Население коммуны на 2010 год составляло 63 человека.
| 1962 | 1968 | 1975 | 1982 | 1990 | 1999 | 2010 |
| ---- | ---- | ---- | ---- | ---- | ---- | ---- |
| 133  | 119  | 108  | 87   | 91   | 84   | 63   |

## Экономика
В 2010 году среди 49 человек трудоспособного возраста (15—64 лет) 40 были экономически активными, 9 — неактивными (показатель активности — 81,6 %, в 1999 году было 66,7 %). Из 40 активных жителей работали 32 человека (18 мужчин и 14 женщин), безработных было 8 (5 мужчин и 3 женщины). Среди 9 неактивных 1 человек был учеником или студентом, 4 — пенсионерами, 4 были неактивными по другим причинам.